# Lotononis anthylloides
Lotononis anthylloides är en ärtväxtart som beskrevs av William Henry Harvey. Lotononis anthylloides ingår i släktet Lotononis och familjen ärtväxter. Inga underarter finns listade i Catalogue of Life.